# Pseudicius decemnotatus
Pseudicius decemnotatus är en spindelart som beskrevs av Simon 1885. Pseudicius decemnotatus ingår i släktet Pseudicius och familjen hoppspindlar. Inga underarter finns listade i Catalogue of Life.